# Спомен-биста Недељку Кошанину у Београду
Спомен-биста Недељку Кошанину је споменик у Београду. Налази се у Ботаничкој башти „Јевремовац” у општини Стари град.

## Опште карактеристике
Спомен-биста посвећена је Недељку Кошанину, (Чечина/Вионица, 13. октобар 1874 — Грац, 22. март 1934) научнику биологу, универзитетском професору и академику Српске краљевске академије. Кошанин је био  управник Ботаничког завода и Ботаничке баште „Јевремовац“. Бисту је израдио српски вајар Милутин Видић.